# Astrid Renzler
Astrid Renzler (* 5. April 1969) ist eine italienische Skibergsteigerin und war Mitglied der Nationalmannschaft. Renzler ist beruflich Schneiderin und lebt im Pustertal.

## Erfolge (Auswahl)
Höhepunkte ihrer Karriere waren jeweils siebte Plätze in den Zweierteamdisziplinen bei der Weltmeisterschaft (WM) 2004 mit Greti Rogger und bei der WM 2006 mit Orietta Calliari sowie bei der Europameisterschaft im Skibergsteigen 2005 mit Francesca Martinelli. Bei der WM 2004 erreichte sie dabei Platz 9 in der Kombinationswertung. 
Zudem wurde sie 2003 mit Greti Rogger bei der Pierra Menta Vierte, 2004 Dritte bei der Transcavallo und erreichte 2006 beim Adamello Ski Raid zusammen mit Roberta Secco und Orietta Calliari den ersten Platz.